# Dominopol
Dominopol – nieistniejąca obecnie wieś na Ukrainie w obwodzie wołyńskim, do 1945 położona w Polsce, w województwie wołyńskim.
W czasie rzezi wołyńskiej 11 lipca 1943 oddział UPA zamordował w pobliżu Dominopola grupę ludności polskiej. Fakt ten upamiętnia krzyż ustawiony w miejscu zbrodni. Ofiary zbrodni zostały zwabione do punktu tworzenia rzekomej partyzantki polskiej współpracującej z UPA.